# Pehr Rabe
Pehr Reinhold Rabe, född 3 maj 1858 i Stockholm, död 9 september 1929 i Djursholm, var en svensk jurist och riksdagsman. 
Rabe var kassadirektör vid Industrikreditaktiebolaget i Stockholm 1894–1907 och därefter verkställande direktör vid Skandinaviska kreditaktiebolagets kontor i Stockholm. I riksdagen var han ledamot av första kammaren 1904–1906, invald i Stockholms stads valkrets. Han var ledamot i särskilt utskott 1906.
Rabe var ledare för den efter honom uppkallade Rabeska utredningen som föregick Stockholms författningsreform 1920.
Pehr Rabe var son till justitierådet Julius Rabe och bror till militären Gustaf Rabe. Han gifte sig 1889 med Julia Jennings, som var den sista arvingen till Skånelaholms slott. De fick sex barn, bland dem den blivande radiochefen Julius Rabe, bankdirektören Gustaf Rabe och militären Nils Rabe.